# Myrtle Stedman
Myrtle Stedman, geboren als Myrtle Lincoln (3 maart 1883 – 8 januari 1938), was een Amerikaanse actrice.

## Levensloop en carrière
Stedman begon haar carrière in 1910. In de jaren '10 speelde ze onder meer naast Jack Conway in Valley of the Moon (1914). In het stomme filmtijdperk acteerde ze naast sterren als Clara Bow (Wine (1924)). In 1929 deed ze de overstap naar de geluidsfilm. In The Jazz Age (1929) speelde ze naast Douglas Fairbanks jr. en Joel McCrea. 
In 1938 overleed Stedman op 54-jarige leeftijd. Ze was gehuwd met acteur Marshall Stedman. Hun zoon, Lincoln Stedman, werd ook acteur.